# Själafjärden
Själafjärden is een plaats in de gemeente Umeå in het landschap Västerbotten en de provincie Västerbottens län in Zweden. De plaats heeft 72 inwoners (2005) en een oppervlakte van 28 hectare. De plaats ligt op een schiereiland, dat wordt omringd door de Botnische Golf. De plaats zelf ligt echter niet direct aan de Botnische Golf, maar wel aan een klein meer.